# Фернанду I (герцог Браганса)
Фернанду I де Браганса (порт. Fernando I, Duque de Bragança; 1403 — 1 апреля 1478) — португальский аристократ, 2-й герцог Браганса и 9-й граф де Барселуш с 1461 года. Участник португальских завоеваний в Северной Африке.
Также носил титулы: 3-й граф Аррайолуш с 1422 года, 5-й граф Орен с 1460 года, 1-й граф Нейва с 1461 года, 1-й маркиз Вила-Висоза с 1455 года.

## Биография
Младший сын Альфонсу (1377—1461), 1-го герцога Браганса, и Беатрис Перейры де Алвим (1380—1415). В детстве он получил титул графа Аррайолуша (1422 год).
В 1432 году по приглашению короля Португалии Жуана I молодой Фернанду принял участие в обсуждении проекта Генриха Мореплавателя по военной кампании против султаната Маринидов в Марокко. Фернанду высказался против этого плана. Идея снова обсуждалась при короле Дуарте I в 1436 году, и Фернанду повторно высказался против её реализации. Несмотря на его оппозицию, Дуарте I в 1437 году назначил Фернанду военным командиром во время похода на Танжер. Хотя главным руководителем был назначен принц Генрих Мореплаватель, Фернанду отвечал за военную сторону экспедиции.
После неудачной попытки взять город штурмом, португальская армия сама попала в окружение и стала испытывать голод. За разрешение вывести войска из окружения Генрих Мореплаватель вынужден был дать согласие на уступку Маринидам города Сеута. В качестве заложника в Марокко был оставлен инфант Фернанду (1402—1443), младший брат Генриха Мореплавателя.
После возвращения в Португалию Фернанду возглавил оппозицию, выступавшую против передачи Сеуты Маринидам. На кортесах в Лейрии в 1438 году Фернанду возглавил недовольных дворян и выступил против сдачи Сеуты. Он заявил, что этот договор был подписан по принуждению и поэтому является недействительным. Кортесы отказались утвердить договор о передаче Сеуты и заявили королю, чтобы он нашёл другой способ для обеспечения освобождения инфанта Фернанду. Ни один из способов так и не был найден, и принц скончался в марокканском плену в 1443 году.
В 1447—1448, 1448—1451 годах Фернанду де Браганса дважды занимал должность губернатора Сеуты.
25 мая 1455 году указом короля Афонсу V Фернанду получил титул 1-го маркиза Вила-Висоза.
В 1458 году он вместе со своими сыновьями участвовал в военной экспедиции в Северную Африку, во время которой был завоёван марокканский город Ксар ес-Сегир.
В августе 1460 года после смерти старшего брата Афонсу Браганса (1400—1460), не имевшего законных сыновей, Фернанду унаследовал титул графа Оурена и стал наследником дома Браганса.
В декабре 1461 года после смерти своего отца Альфонсу Фернанду стал 2-м герцогом де Браганса, 9-м графом Барселуш, 3-м графом Нейва и 3-м графом Фариа.
В 1471 года во время военной экспедиции португальского короля Афонсу V против города Асила в Марокко герцог Фернанду Браганса был оставлен регентом в материковой Португалии.

## Семья и дети
28 декабря 1429 года Фернанду женился на Хуане де Кастро (1410—1479), сеньоре де Каваль. У них было девять детей:
- Фернанду II де Браганса (1430—1483), 3-й герцог Браганса, 2-й маркиз Вила-Висоза и 1-й герцог Гимарайнш
- Жуан де Браганса (1430—1484), 1-й маркиз Монтемор-у-Нову с 1471
- Афонсу де Браганса (1435-?), 1-й граф Фару с 1469
- Альваро де Браганса (1440—1504), 5-й сеньор Феррейра, 4-й сеньор Кадавал, 1-й сеньор де Тентугал
- Антониу де Браганса (умер в младенчестве)
- Изабелла де Браганса (умерла в младенчестве)
- Беатрис де Браганса (род. 1440), жена Педро де Менезеса (1425—1499), 1-го маркиза Вила-Реал
- Гийомар де Браганса (род. 1450), жена Энрике де Менезеса (ок. 1450—1480), 4-го графа Виана-ду-Алентежу
- Катарина де Браганса (умерла в младенчестве)